# Délire (magazine)
Pour les articles homonymes, voir Délire (homonymie).
Délire est un magazine d’humour québécois publié bimestriellement depuis la fin des années 1990 à Montréal au Québec (Canada).

## Description du contenu
Le contenu de Délire est composé principalement de textes, de photos, d'illustrations et de bandes dessinées humoristiques ayant pour sujet différents aspects de la culture populaire québécoise et américaine, entre autres la télévision, le cinéma et la musique populaire.
Les collaborateurs sont presque tous d'origine canadienne et sont francophones, provenant majoritairement de la région de la ville de Québec et de Montréal pour les premières années de publication. Leur provenance se diversifie dans les années 2000.

## Collaborateurs

### Auteurs de bande dessinée et illustrateurs
Les auteurs de bande dessinée québécois sont généralement à la fois dessinateur et scénariste.
Il arrive qu'ils ne pratiquent qu'une seule de ces deux disciplines, travaillant alors en équipe avec quelqu'un de l'autre discipline. Il est à noter que, la plupart du temps, les dessinateurs de Délire reçoivent leurs textes de la rédaction. Quelques-uns de ces artistes travaillent sous un pseudonyme.